# Phaonia glauca
Phaonia glauca är en tvåvingeart som beskrevs av Malloch 1931. Phaonia glauca ingår i släktet Phaonia och familjen husflugor. Inga underarter finns listade i Catalogue of Life.